# Lodovico Sonego
Lodovico Sonego (Charleroi, 20 febbraio 1956) è un politico italiano.

## Biografia
Lodovico Sonego è nato il 20 febbraio 1956 in Belgio. Si laurea in filosofia presso l'Università di Padova nel 1981 discutendo una tesi di teoria economica e nel frattempo svolge attività politica ed amministrativa.
Dal 1978 al 1980 ricopre la carica di consigliere e di assessore comunale, negli anni successivi ricopre la carica di consigliere comunale e provinciale nonché di componente del comitato di gestione di una unità sanitaria locale.
Nel 1988 viene eletto consigliere regionale per la prima volta occupandosi di problemi di governo del territorio.
Nel 1994 diviene per la prima volta assessore regionale (industria e trasporti) gestendo vari e complessi casi di crisi di imprese.
Dal 1996 al 1998 svolge le funzioni di assessore regionale al lavoro e alla formazione professionale portando a termine la prima regionalizzazione in Italia dei servizi all'impiego ed attuando nel contempo la riforma delle politiche regionali del lavoro.
Nel 1998 viene rieletto consigliere regionale per il terzo mandato quinquennale e si occupa di politica economica proponendo la prima legge in Italia finalizzata alla riduzione dell'aliquota dell'IRAP. Svolge anche la funzione di presidente della commissione nominata dal Consiglio regionale per valutare l'economicità, l'efficienza e l'efficacia della spesa regionale.
Dal 2003 al 2008 svolge la funzione di assessore alla viabilità, ai trasporti, alle infrastrutture, all'energia e alla pianificazione territoriale della giunta regionale di centrosinistra presieduta da Riccardo Illy. In tale veste realizza varie riforme: la nuova legge urbanistica, la regionalizzazione del porto di Monfalcone, la regionalizzazione e la riforma del demanio marittimo per finalità turistico-ricreative, la legge di riforma del trasporto pubblico locale, viene approvato il primo piano energetico regionale.
Dal 2008 al 2013 svolge la professione di consulente d'impresa. Nel marzo 2013 viene eletto in Senato dove è membro della commissione trasporti ed infrastrutture. È membro dell'Assemblea parlamentare dell'INCE (Iniziativa Centro Europea).
È componente dell'Assemblea nazionale e dell'Assemblea regionale del Partito democratico

### Elezione a senatore
Nel 2013 viene eletto senatore della XVII legislatura della Repubblica Italiana nella circoscrizione Friuli Venezia Giulia per il Partito Democratico.
Nel 2017 lascia il PD e aderisce ad Articolo 1 - Movimento Democratico e Progressista.
Nel 2017 è l'unico senatore che vota contro il passaggio del comune di Sappada dal Veneto al Friuli-Venezia Giulia.